# Pinhão (Paraná)
Pinhão is een gemeente in de Braziliaanse deelstaat Paraná. De gemeente telt 30.295 inwoners (schatting 2009).

## Aangrenzende gemeenten
De gemeente grenst aan Bituruna, Candói, Coronel Domingos Soares, Cruz Machado, Foz do Jordão, Guarapuava, Inácio Martins en Reserva do Iguaçu.